# Parafia Matki Bożej Szkaplerznej w Jałtuszkowie
Parafia Matki Bożej Szkaplerznej w Jałtuszkowie – parafia znajdująca się w diecezji kamienieckiej w dekanacie barskim, na Ukrainie. Liczy ok. 75 wiernych.
W Jałtuszkowie nie rezyduje obecnie żaden duchowny. Parafia obsługiwana jest przez księży z parafii św. Anny w Barze.

## Historia
Kościół pw. Ducha Świętego wybudowano w 1799 i w tym też roku erygowano parafię. W 1830 należała do dekanatu mohylowskiego diecezji kamienickiej. Pod koniec XIX w. parafia liczyła 1210 wiernych. Świątynia została zamknięta przez władze komunistyczne. Zwrócona wiernym i w latach 1992–1993 wyremontowana. W 1993 kościół konsekrował biskup kamieniecki Jan Olszański MIC.